# Bolstaholmsträsket
Bolstaholmsträsket är en sjö i Geta kommun i Åland (Finland). Den ligger i den nordvästra delen av landskapet, 28 km norr om huvudstaden Mariehamn. Bolstaholmsträsket ligger 4 meter över havet. Den ligger på ön Fasta Åland. Arean är 29,9 hektar och strandlinjen är 3,6 kilometer lång. Sjön  ingår i Skärgårdshavets kustområde, Åland. 